# Verrucaria foveolata
Verrucaria foveolata är en lavart som först beskrevs av Flörke, och fick sitt nu gällande namn av A. Massal. Verrucaria foveolata ingår i släktet Verrucaria och familjen Verrucariaceae.  Arten är reproducerande i Sverige. Inga underarter finns listade i Catalogue of Life.